# 乱世妖后
《乱世·妖后》是一部以西晋时期为历史背景的古装电视剧，主要描写了皇后贾南风一生的故事。该剧于1996年12月30日在河南焦作影视城开机拍摄，1998年正式发行，总投资约550万元，分为上下两部，上部乱世，下部妖后，共28集。本剧改编自吴荫循的原创历史小说《英主与妖后》，是中华人民共和国至今唯一一部以晋朝历史为主題的电视剧。

## 故事大纲
故事描写公元254年-300年年间司马氏崛起，取代曹魏建立晋朝，至八王之乱爆发，西晋迅速灭亡的历史。着重刻画了司马氏与贾充一家。
三国末期，司马家族篡权，建立晋朝，司马炎称帝后，生下一痴呆儿子司马衷，并封为太子。护军贾充为攀龙附凤，将二女儿贾南风送给太子做太子妃，贾南风的生母是贾充的后妻郭槐，生性妒悍。贾南风自小目染了母亲郭槐的妒悍凶残，其泼辣狠毒更甚于母。在这样父母的影响下，贾南风当太子妃时就曾手杀数人。
公元290年，晋武帝司马炎逝世，太子司马衷继位，史称晋惠帝。贾南风进封为皇后。自此，贾氏一族独揽朝野大权。
晋惠帝由於癡呆，成为賈南風手中的傀儡。贾南风野心勃勃，揽权手段阴险毒辣。用矛刺死皇妃潘云；挟天子以令诸侯；将武帝皇后杨氏活活饿死，令杨氏一系惨遭灭族；其后辅政大臣汝南王司马亮、楚王司马玮亦惨遭屠杀…… 由于“娇后”贾南风阴险狡诈，晋王朝哀鸿遍野，民不聊生，而中国历史上著名的“八王之乱”亦由此而起……
贾南风生活荒淫无度，她先与太医程据私通，以后经常派人到民间寻找美男子，用大箱装入宫中供她淫乱，厌了就杀人灭口，陷害忠良，干预朝政，做下一系列不义之事。
公元300年，赵王司马伦愤而起事，将贾南风囚禁。贾废为庶人后，被司马伦矫诏遣尚书刘泓以金屑酒赐死。
贾氏虽死，但她引发的“八王之乱”方兴未艾。此后十余年，诸王互相残杀，爆发了数次大规模战争，直杀得中原凋蔽，生灵荼炭，王室衰微；国内暴动不断；周边各族趁乱纷纷起兵建国，攻入中原。
公元316年，西晋被匈奴汉国所灭。历史进入东晋十六国时代。

## 演员
- 尋建建 饰 贾南风
- 刘小保 饰 司马衷
- 吴广林 饰 司马炎
- 江化霖 饰 司马师
- 孙长江 饰 司马昭
- 贾林青 饰 司马孚
- 張偉 饰 司馬攸
- 王品 饰 楊芷
- 郭靜 饰 謝玖
- 袁惠芳 饰 郭太后
- 张斌 饰 曹芳
- 修庆 饰 曹髦
- 修革 饰 成济
- 沈保平 饰 贾充
- 赵虹 饰 郭槐
- 唐孜娣 饰 李婉
- 劉連玲 饰 柳氏
- 王紀文 饰 李豐
- 魏華 饰 贾荃
- 鄭珂 饰 贾午
- 王正平 饰 馮紞
- 葛桂章 饰 董猛
- 李紅波 饰 程據
- 劉丹 饰 趙燦

## 内容
- 第一章 司马炎酒家逢美女 阮中郎烂醉对媒人
- 第二章 一往情深决意私奔 左右为难伤心绝泣
- 第三章 费匠心端午巧相逢 蒙冤屈广陵成绝响
- 第四章 聪慧主奋发欲图强 温柔后玉阶流碧血
- 第五章 秉严令南阙弑君王 逼无奈屋顶揭真相
- 第六章 司马攸机巧破迷案 钟士季诡谲戕自身
- 第七章 改天换地司马受禅 倒海翻江郭槐泼醋
- 第八章 捏把柄郭槐逞雌威 述家史柳氏传竹杖
- 第九章 宾主相讥寿筵扰散 鞭杀乳母稚子夭亡
- 第十章 避出师贾充献亲女 谋权位南风嫁白痴
- 第十一章 选嫔妃武帝宠胡芳 栽赃证南风显阴辣
- 第十二章 怀往事武帝终纳谏 施鸩毒南风空设谋
- 第十三章 美韩寿逾垣七偷香 淫南风带孝狂纵欲
- 第十四章 东宫测试倩人捉刀 金殿陈言鞠躬尽瘁
- 第十五章 心狠手辣宫女丧生 丰功传绩江山一统
- 第十六章 勇宫女冒死告御状 太子妃施威造冤魂
- 第十七章 结联盟暗中斥异已 忘恩义明诏逐同胞
- 第十八章 箕豆相煎贤王饮恨 离骚终始淑女殉情
- 第十九章 晋武帝好色罹痼疾 杨文长矫诏揽大权
- 第二十章 贾皇后阴谋为窃权 杨太傅犹疑致灭族
- 第二十一章 狠毒儿媳恩将仇报 阴险皇后再起刀兵
- 第二十二章 兔死狗烹楚王殒命 安排亲族贾后当权
- 第二十三章 诱太子逞蛇蝎心肠 征赵王引虎狼入室
- 第二十四章 饮迷药误抄迅逆文 具棺弩勇上直言表
- 第二十五章 骨肉相残西晋垂亡 作恶多端报应不爽

## 音乐
主题曲 - 历史的“码字”
作曲: 张喜庆
作词: 吴太平
演唱: 高瑞昌
片尾曲 -有道是自古红颜多薄命
作曲: 张喜庆
作词: 吴太平
演唱: 张小芳

## 与史实不符之处
- 劇中司马昭在钟会面前薨逝，钟会成为托孤重臣之一。历史上钟会因谋反司马昭，失败而死于乱军之中。
- 剧中贾南风被厉鬼索命惊惧而死，历史上贾南风被司马伦以金屑酒毒杀。
- 劇中任愷在賈南風當權時期仍然在朝廷任職，而歷史上任愷於武帝朝即鬱鬱而終。

## 链接
- 焦作影视城十年作品——《乱世妖后》 （页面存档备份，存于）2007年1月2日
- 《乱世妖后》观看地址 （页面存档备份，存于）
- 豆瓣电影上《乱世妖后》的資料 （简体中文）